# Millennium Cup
Millennium Cup — пригласительный снукерный турнир, проходивший только один раз — в 1999 году в Гонконге.
Турнир проводился в начале сезона 1999/00 годов и входил в официальный календарь мэйн-тура. В нём участвовали восемь игроков, из которых четверо (Ронни О'Салливан, Стивен Хендри, Марк Уильямс и Стивен Ли) были игроками Топ-16, а остальные — местными любителями (за исключением Марко Фу, который был профессионалом). 
Все матчи проходили в Regent Hotel, Гонконг.

## Победители
| Год  | Победитель | Финалист         | Счёт | Спонсор                |
| ---- | ---------- | ---------------- | ---- | ---------------------- |
| 1999 | Стивен Ли  | Ронни О'Салливан | 7:2  | Cable TV International |